# Cvetomira Mitkova
Cvetomira Mitkova (16 agosto 2004) è una pallavolista bulgara, centrale della Megavolley.

## Carriera

### Club
Cvetomira Mitkova viene ingaggiata nella stagione 2020-21 dal Levski Sofia, in Superliga bulgara, a cui resta legata per quattro annate.
Nella stagione 2025-26 veste la maglia dalla Megavolley, nella Serie A1 italiana.

### Nazionale
Nel 2019 viene convocata nella nazionale bulgara under 16, a cui fanno seguito le chiamate in quella under 17 nel 2020 e under 19 nel 2022.